# Orchestre de chambre de Cologne
L'Orchestre de chambre de Cologne (en allemand : Kölner Kammerorchester), aussi connu internationalement sous le nom de Cologne Chamber Orchestra, est un orchestre de chambre allemand basé à Cologne.

## Présentation
L'Orchestre de chambre de Cologne est le plus ancien orchestre de chambre allemand. Il est fondé par le chef d'orchestre Hermann Abendroth au début des années 1920 et donne son premier concert public en 1923.  
Lorsqu'Abendroth quitte Cologne au début des années 1930, son élève Erich Kraack prend la direction de l'ensemble et déplace les activités à Leverkusen.  
En 1964, l'orchestre est refondé à Cologne, sous l'impulsion d'Helmut Müller-Brühl, et porte initialement le nom d'Orchester der Brühler Schlosskonzerte. L'activité de la formation s'étend progressivement au-delà des séries de concerts au château de Brühl, l'orchestre devenant même l'un des ensembles allemands qui voyagent et enregistrent le plus.  
Le répertoire de l'Orchestre de chambre de Cologne est tourné vers la musique baroque et classique mais les musiciens jouent sur instruments modernes. Le même ensemble, lorsqu'il joue sur instruments anciens, se produit sous le nom de Capella Clementina.  
L'effectif de l'orchestre est constitué de 18 à 40 musiciens.  

## Directeurs musicaux
Se sont succédé comme directeurs musicaux de l'Orchestre de chambre de Cologne : 
- Helmut Müller-Brühl (jusqu'en 2008)
- Christian Ludwig (2008-2011)
- Christoph Poppen (en) (depuis 2013)